# Joseph Thomin
Joseph Thomin   (Ploudaniel, 30 de juny de 1931 - Daoulas, 16 de desembre de 2018) va ser un ciclista francès que fou professional entre 1953 i 1965. En el seu palmarès destaca una victòria d'etapa al Tour de França de 1956.

## Palmarès
- 1954
  -  Campió de França dels Independents
- 1955
  - Vencedor de 2 etapes al Tour de l'Oest
  - Vencedor d'una etapa al Tour de Calvados
- 1956
  - Vencedor d'una etapa al Tour de França
  - Vencedor de 2 etapes al Tour de Normandia
- 1957
  - Vencedor d'una etapa al Critèrium del Dauphiné Libéré
- 1958
  - 1r del Tour de l'Oise i vencedor d'una etapa

### Resultats al Tour de França
- 1956. 37è de la classificació general. Vencedor d'una etapa
- 1957. 18è de la classificació general
- 1958. 18è de la classificació general
- 1959. 24è de la classificació general
- 1961. 25è de la classificació general
- 1962. Abandona (15a etapa)

### Resultats a la Volta a Espanya
- 1958. Abandona (12a etapa)